# Korona Gór Polski

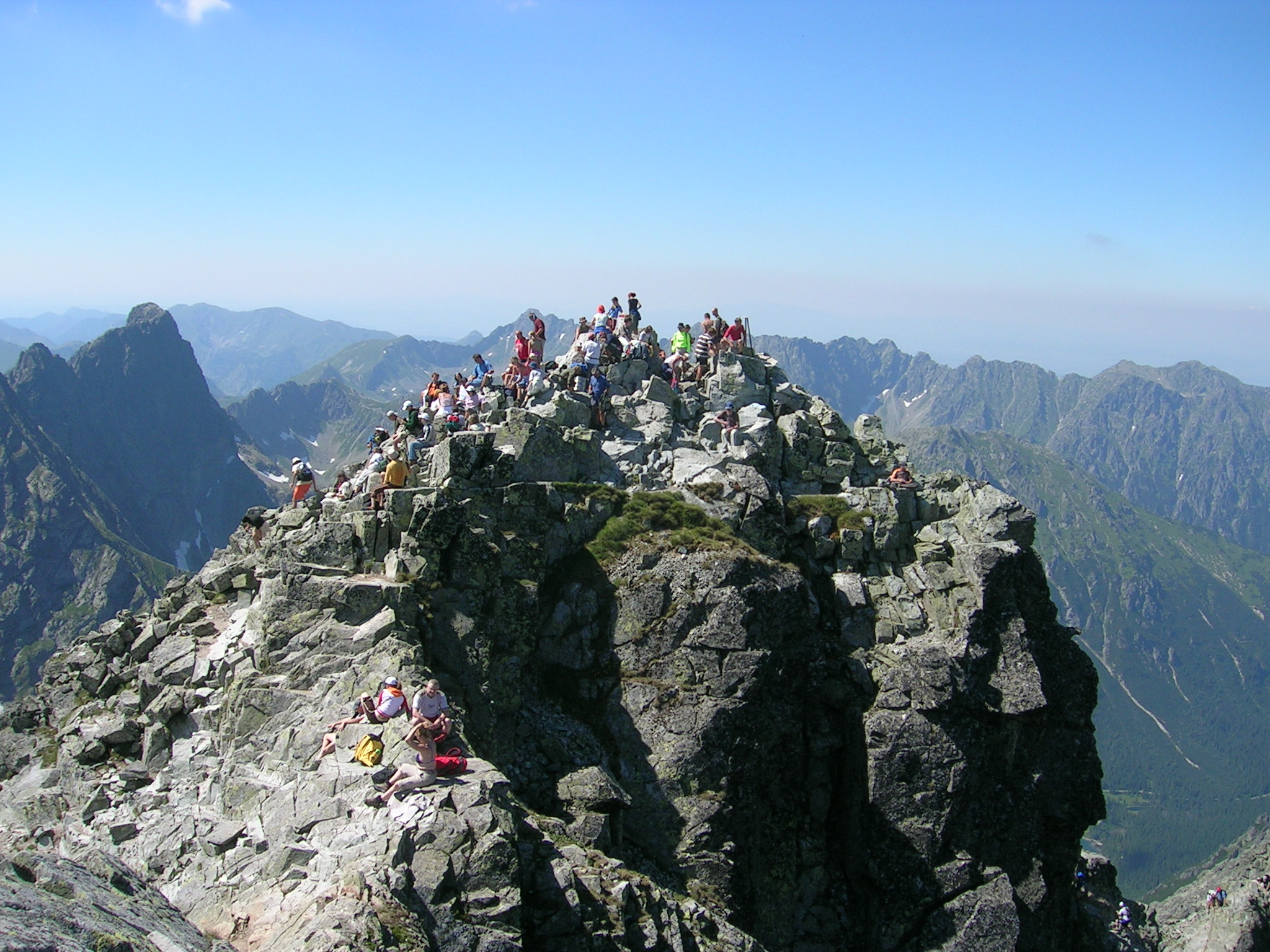
Rysy – wierzchołek graniczny

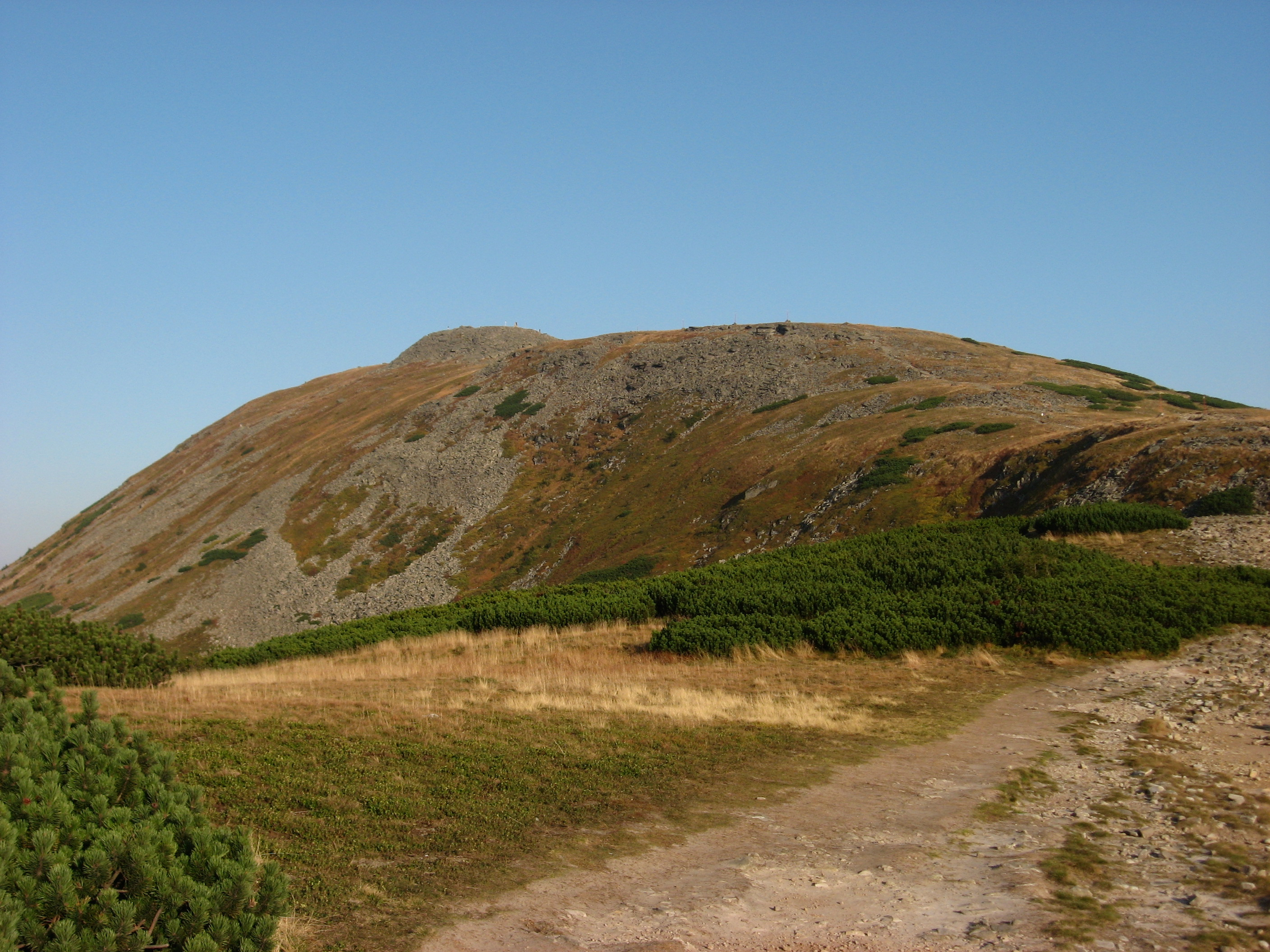
Babia Góra

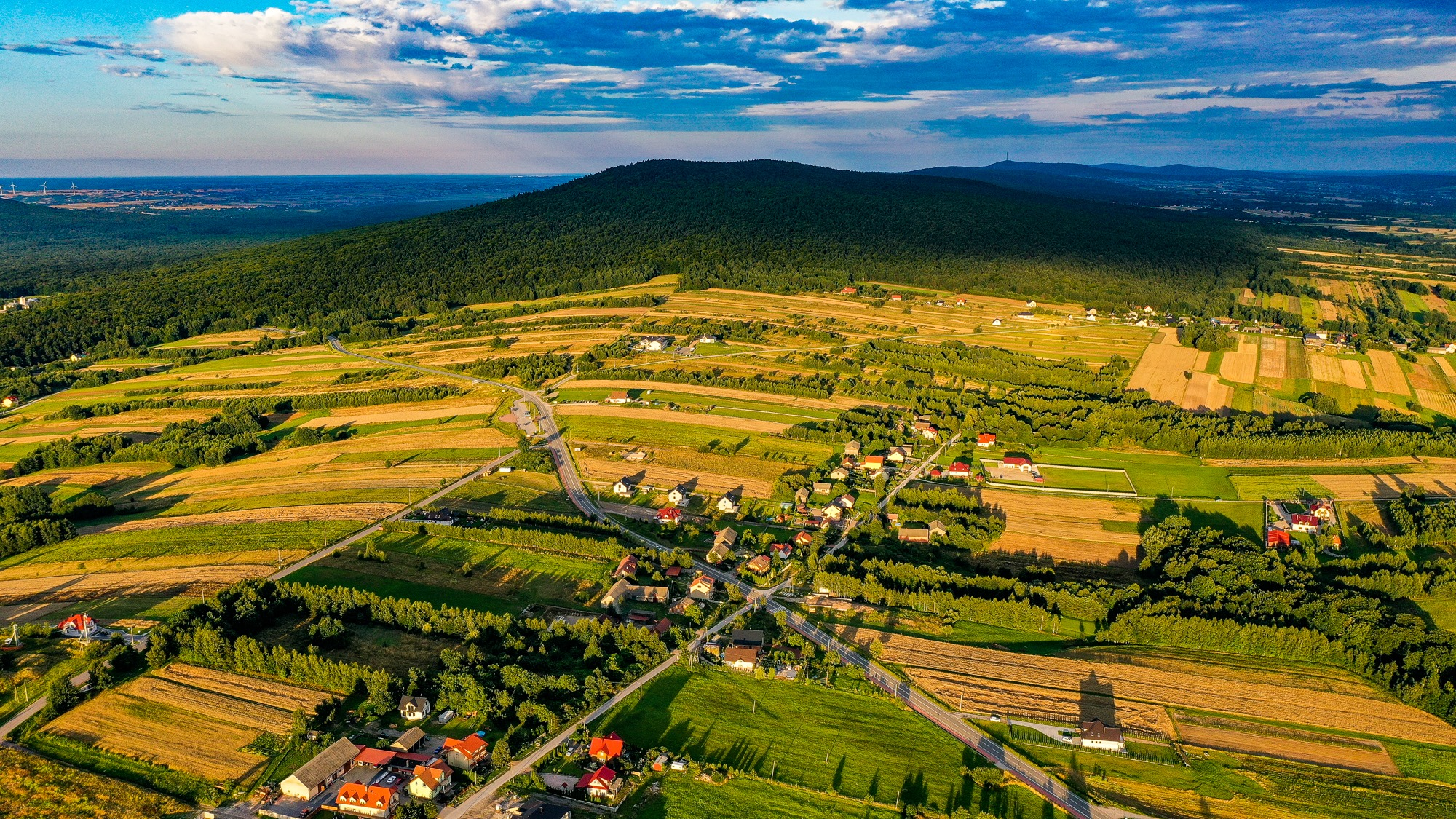
Łysica

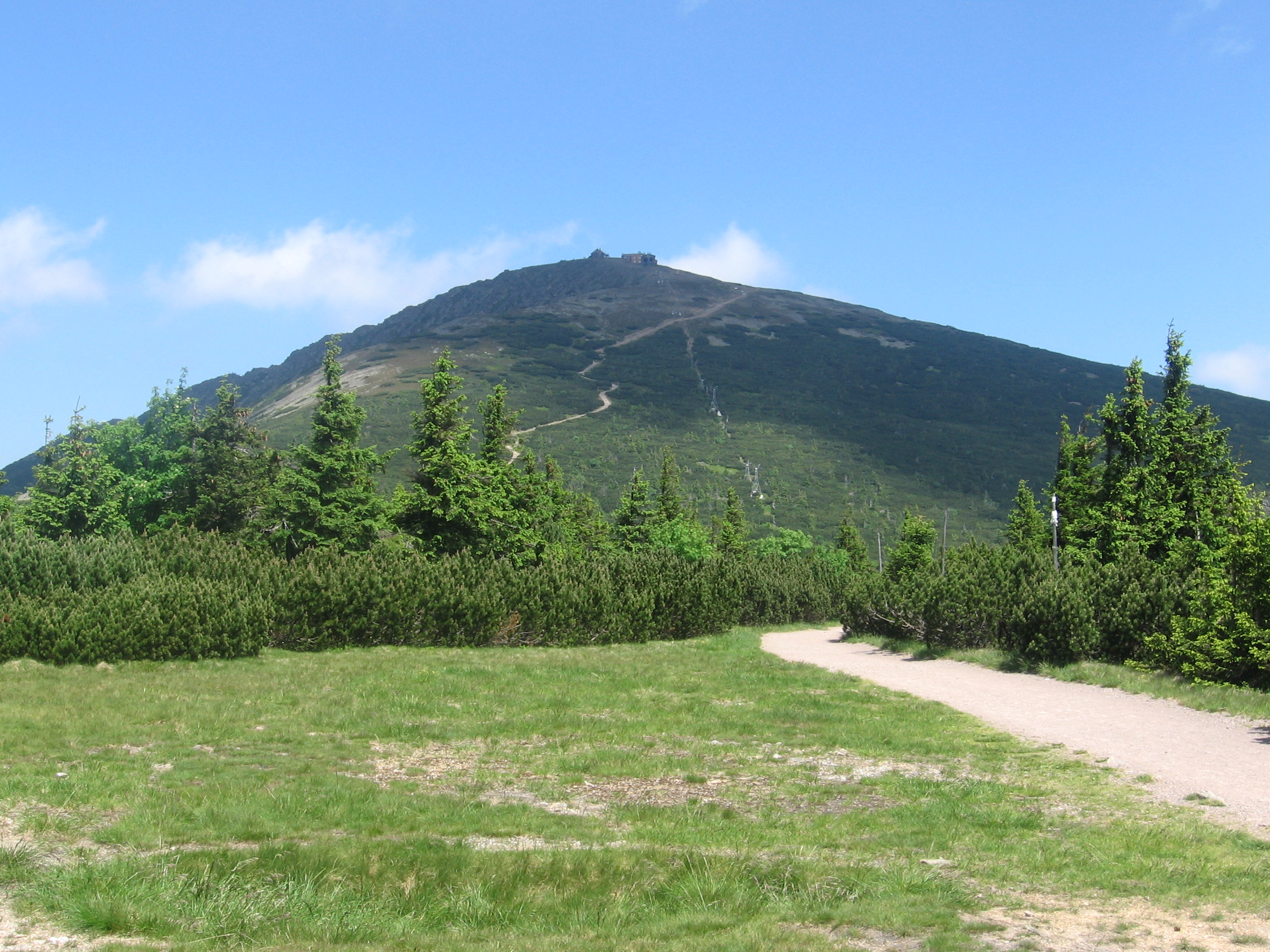
Śnieżka

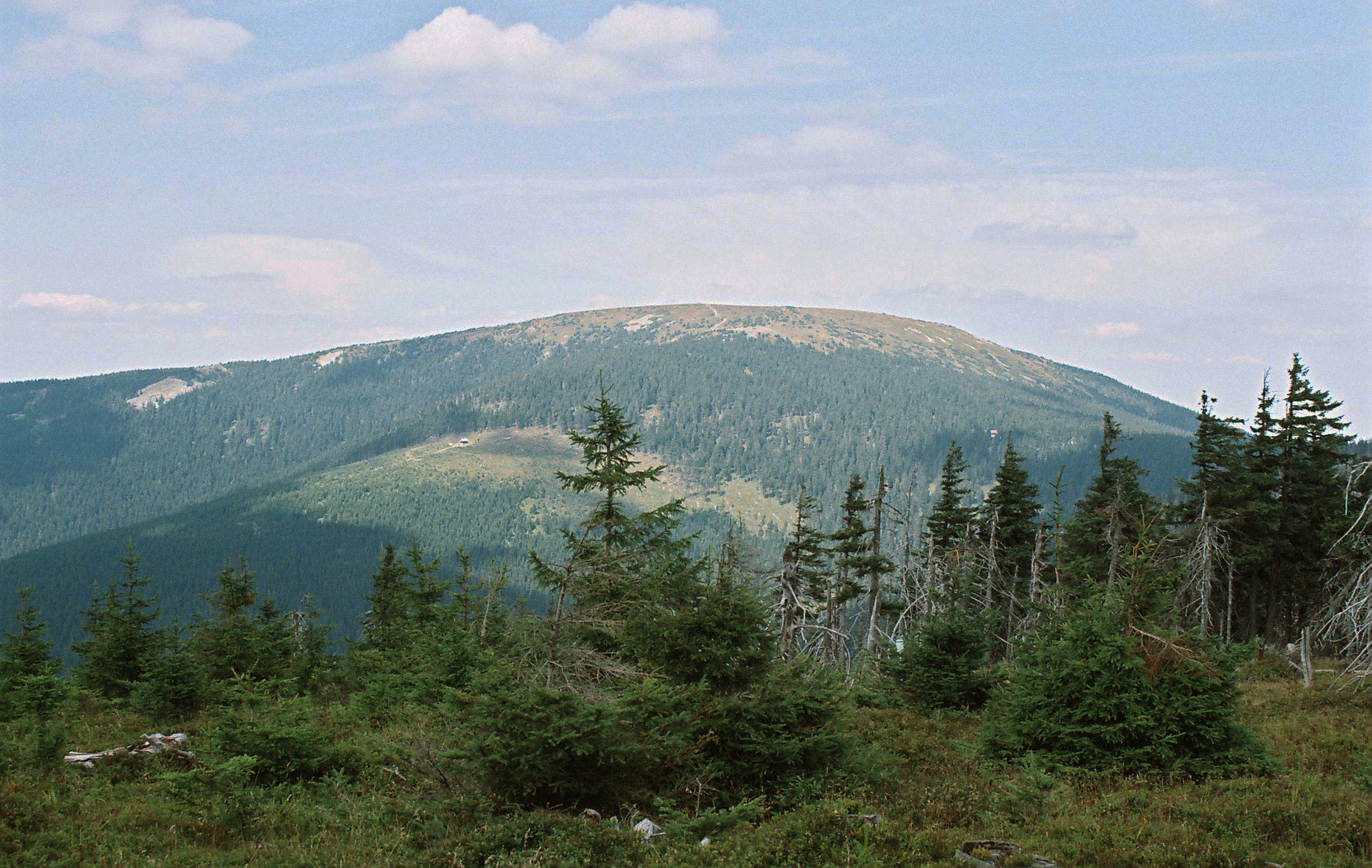
Śnieżnik

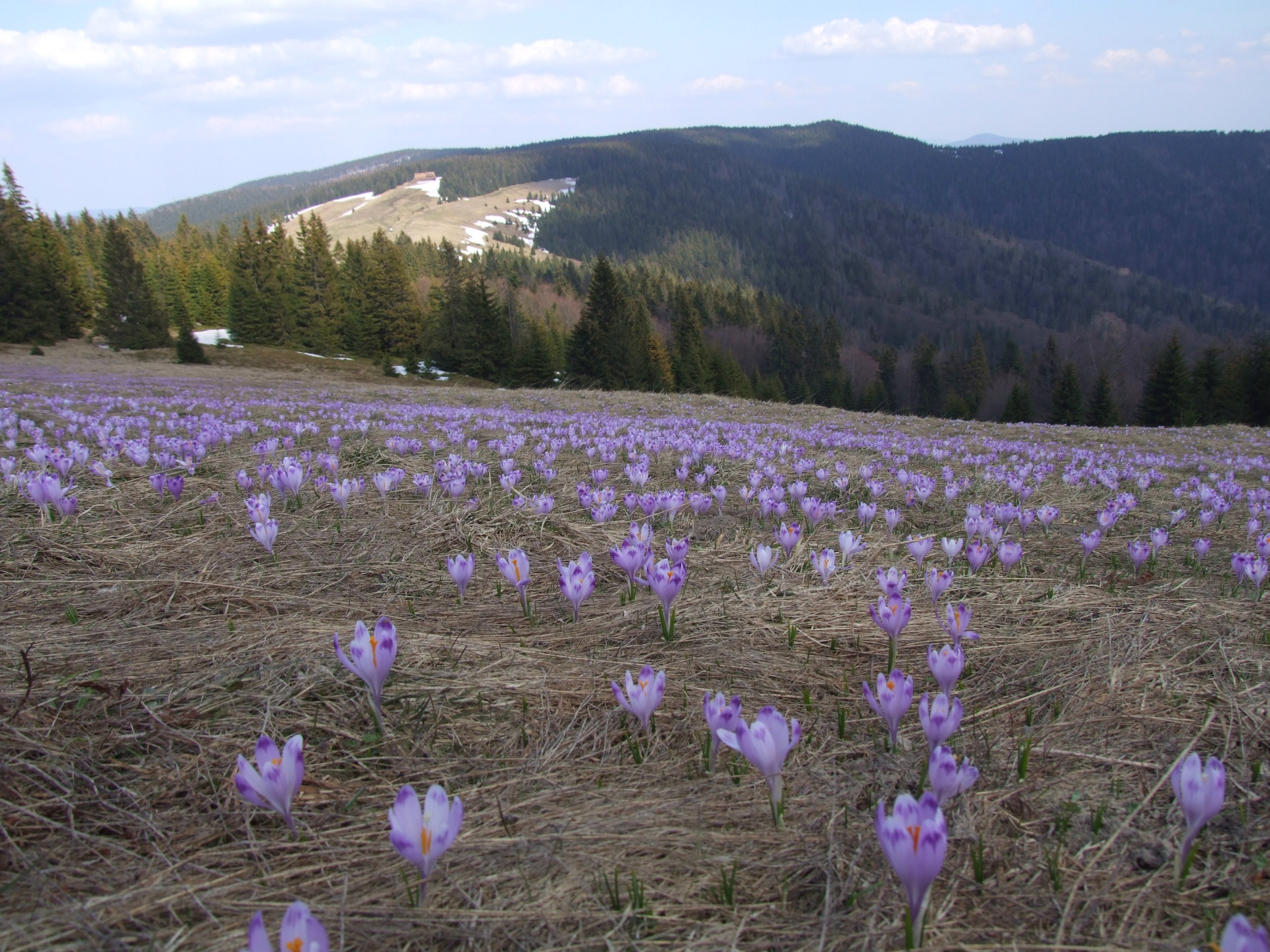
Turbacz

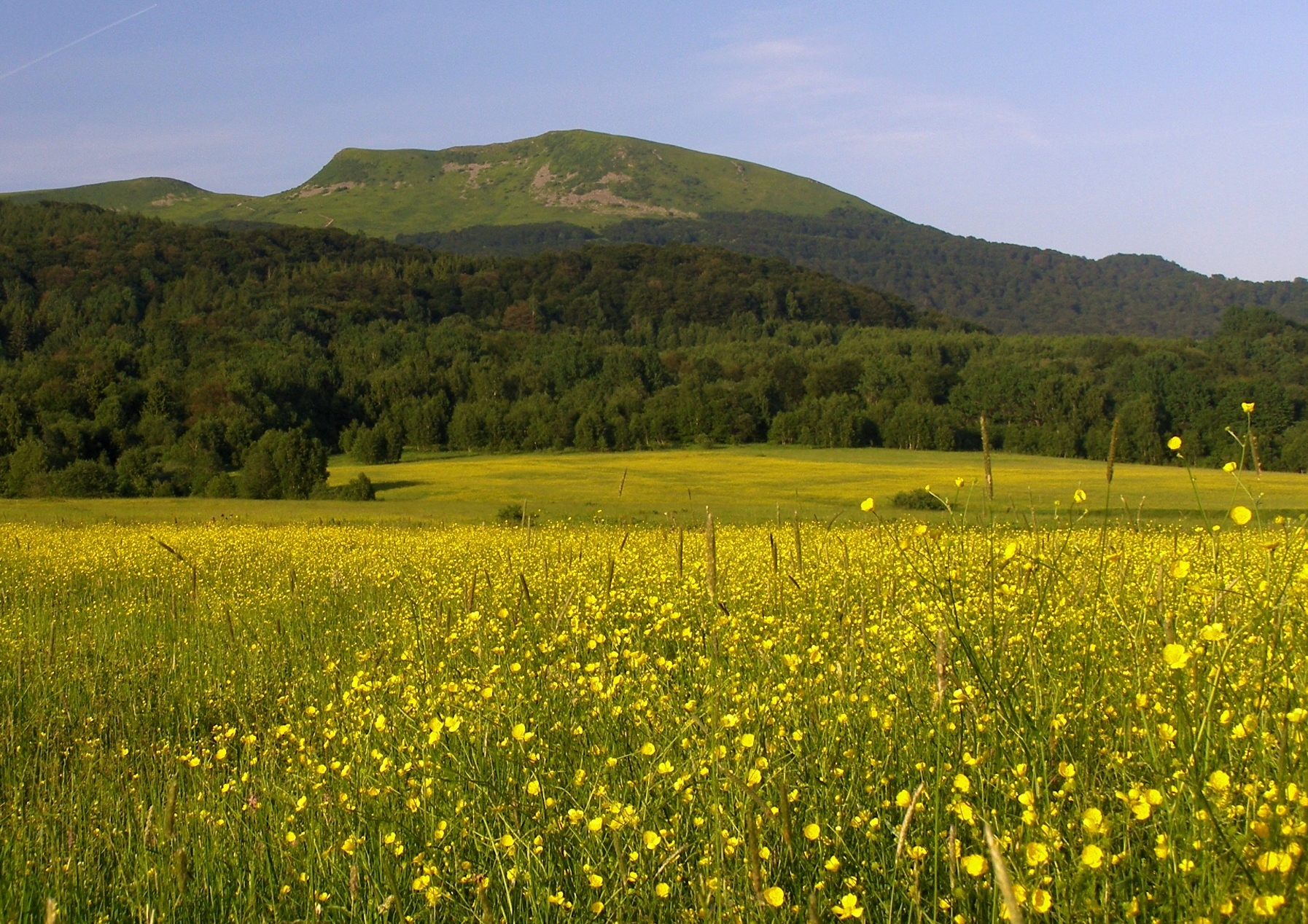
Tarnica

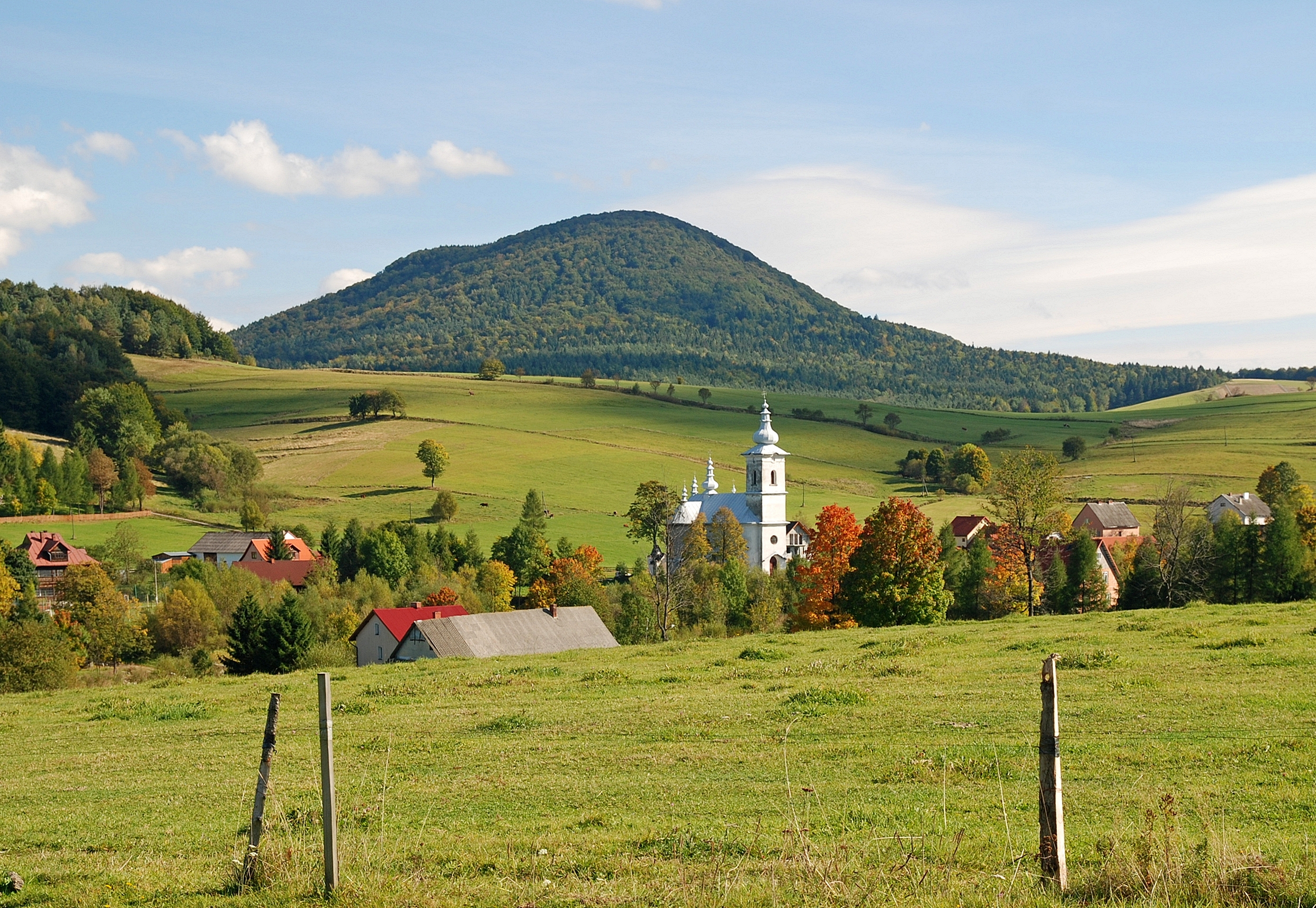
Lackowa

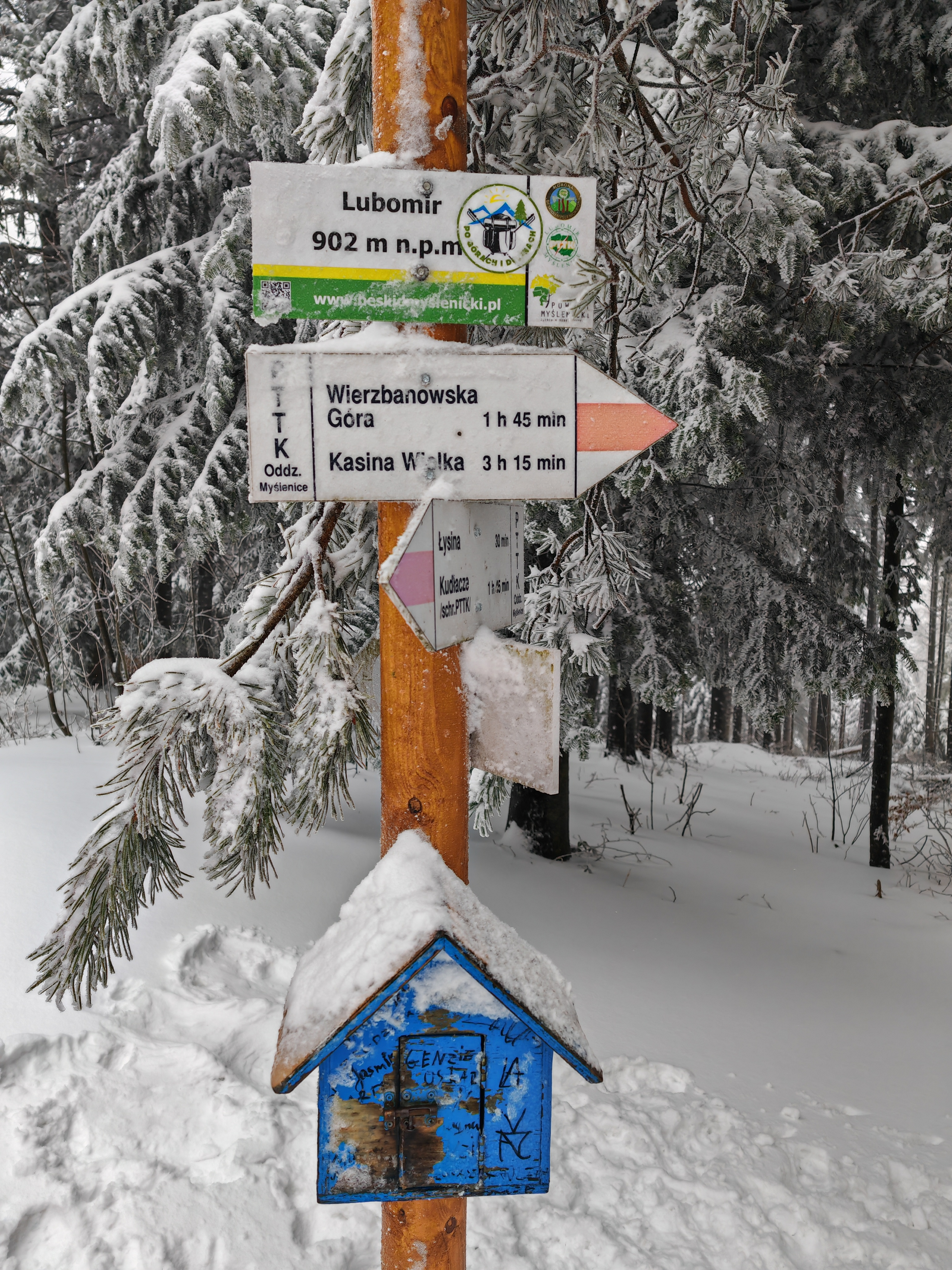
Lubomir wraz ze skrzynką na pieczątki

Korona Gór Polski – lista 28 szczytów poszczególnych pasm górskich Polski. W założeniu miała to być lista zawierająca najwyższy szczyt każdego pasma. Różnica polega na tym, że za istotne uznano te z najwyższych szczytów, na które w chwili ustalania Korony prowadził znakowany szlak turystyczny.

## Historia
Koncepcja została przedstawiona w 1997 r. przez Marka Więckowskiego i Wojciecha Lewandowskiego w czerwcowym numerze czasopisma „Poznaj swój kraj”. Początkowo lista szczytów zawierała 27 pozycji. Nie uwzględniono Masywu Ślęży, jako reprezentację  Gór Bialskich podano Postawną, a Pienin Trzy Korony (z zaznaczeniem, że wzięto pod uwagę jedynie Pieniny Właściwe, bez Małych Pienin).
Korona Gór Polski zatwierdzona została 13 grudnia 1997 r. na specjalnym spotkaniu zwołanym przez redakcję „Poznaj swój kraj”, inaugurującym jednocześnie powstanie Klubu Zdobywców Korony Gór Polski.
Ogłaszając ideę KGP, redakcji „Poznaj swój kraj” chodziło nie tylko o odciążenie najpopularniejszych gór na czele z Tatrami i spopularyzowanie wielu innych, atrakcyjnych, lecz nieznanych pasm, ale także o dogłębne poznanie tych rejonów kraju, z ich historią, przyrodą, geologiczną przeszłością i współczesną kulturą. Zachęcając wszystkich do zdobywania KGP – co czynić można w dowolnym czasie i w dowolny sposób (pieszo, na rowerze, czy na nartach) – redakcja prowadząca klub Zdobywców (publikuje w każdym wydaniu „Poznaj swój kraj” materiały klubowe) organizuje wzorcowe wyprawy na poszczególne szczyty (do końca 2009 r. było ich 21), zapewnia swym członkom – prenumeratorom miesięcznika m.in. zniżkowe (30%) noclegi w obiektach rekomendowanych.
W sierpniu 2017 r. na liście członków Klubu Zdobywców znalazły się nazwiska ponad 21 tys. członków, spośród których ponad 1300 osób szczyci się już godnością Zdobywcy KGP, nadawaną po udokumentowaniu wszystkich wejść przez Lożę Zdobywców KGP. W 2022 liczba zdobywców przekroczyła 4130.
Za realizację Korony Gór Polski i prowadzenie klubu jej zdobywców redakcja „Poznaj swój kraj” otrzymała specjalne wyróżnienie w VI Ogólnopolskim Konkursie im. Mieczysława Orłowicza na najlepsze materiały prasowe, radiowe i telewizyjne promujące polską turystykę krajową w 2007 r.

## Kontrowersje

### Zasady przyznawania odznaki
Loża Zdobywców KGP nie uznaje wejść na szczyty z okresu przed przystąpieniem do Klubu Zdobywców, co może uniemożliwić uzyskanie oficjalnego tytułu mimo zdobycia wszystkich wymaganych gór.

### Regionalizacja
Istotnym problemem jest też problem granic mezoregionów. Autorzy Korony opierają się w tym względzie na innych ustaleniach niż Wikipedia, która bazuje na regionalizacji Polski według Jerzego Kondrackiego. Skutkuje to tym, że np. według autorów Korony najwyższym szczytem Beskidu Makowskiego jest Lubomir, podczas gdy według regionalizacji Kondrackiego szczyt ten należy do Beskidu Wyspowego, a najwyższym szczytem Beskidu Makowskiego jest Mędralowa. Warto przy tym jednak zwrócić uwagę, że wcześniejsza regionalizacja tego samego autora z 1977 roku przypisuje Lubomir do Beskidu Makowskiego. Przy tym również pasmo Łysiny-Lubomira wyłamuje się nieco z koncepcji izolowanych wysp górskich, charakteryzujących Beskid Wyspowy. Co więcej, w regionalizacji Polski z 2018 roku dokonanej przez Jerzego Solona i innych współautorów, opartej na regionalizacji Kondrackiego, możemy na załączonej mapie zauważyć, że Beskid Makowski (513.48) sięga poza dolinę Raby i obejmuje swoim zasięgiem pasmo Łysiny-Lubomira. Natomiast wspomniana wyżej Mędralowa należy do mezoregionu 513.51 (Beskid Żywiecko-Orawski). Zmiany te opublikowane są obecnie w rządowym GeoSerwisie na mapie Generalnej Dyrekcji Ochrony Środowiska.

### Kryteria wyboru pasm górskich
Większość uwzględnionych w Koronie pasm górskich to mezoregiony. Tymczasem Rysy uwzględnione są jako najwyższy szczyt makroregionu Łańcucha Tatrzańskiego (i jednocześnie mezoregionu Tatr Wschodnich), z pominięciem Tatr Zachodnich, których najwyższym szczytem w Polsce jest Starorobociański Wierch. Podobnie w makroregionie Beskidów Lesistych uwzględniono tylko mezoregion Bieszczadów (z Tarnicą), pomijając jego drugą część, Góry Sanocko-Turczańskie, w których najwyższy jest Trohaniec lub Jaworniki. Wreszcie Korona uwzględnia Pieniny (z Wysoką, 1050 m n.p.m.) należące do Obniżenia Orawsko-Podhalańskiego, pomijając jego drugi mezoregion o charakterze górskim, w dodatku wyższy od Pienin, Pogórze Spisko-Gubałowskie (z Magurą Witowską, 1232 m n.p.m.).
Największe kontrowersje wzbudza umieszczenie w Koronie Gór Bialskich, które są częścią Gór Złotych, więc Góry Bialskie nie powinny w ogóle być umieszczone w Koronie, natomiast najwyższym szczytem całych Gór Złotych po polskiej stronie jest Brusek lub Postawna (różne źródła podają różne wysokości; nie prowadzą na nie jednak znakowane szlaki turystyczne), a nie Kowadło.
W Górach Świętokrzyskich uwzględniono tylko Łysicę, pomimo tego, że są one podzielone na dwa główne pasma.

### Błędne i nieaktualne pomiary wysokości
Kolejną kontrowersją jest umieszczenie w Koronie Chełmca, którego punkt pomiarowy znajdował się na 18-metrowej wieży widokowej i dzięki temu został uznany za najwyższy w Górach Wałbrzyskich, jednak w rzeczywistości najwyższa jest Borowa.
Jako najwyższy szczyt Gór Bardzkich figuruje Kłodzka Góra, chociaż nowsze pomiary wykazały, że wyższa jest położona nieopodal Szeroka Góra.
Najwyższym szczytem Gór Bystrzyckich nie jest Jagodna (977 m n.p.m.), ale nienazwany formalnie wierzchołek o wysokości 985 m n.p.m. (na niektórych mapach błędnie oznaczony jako Sasanka, która faktycznie leży 400 m na północny wschód od niego).
Także według nowych pomiarów najwyższym szczytem Gór Kaczawskich jest Okole (725,3 m n.p.m.), uważany wcześniej za wyższy Skopiec ma tylko 720,7 m n.p.m.
W 2019 roku potwierdzono również, że najwyższym szczytem Gór Świętokrzyskich jest wschodni wierzchołek Łysicy o nazwie Agata. Najnowsze pomiary wykazały 613,96 m n.p.m. co daje mu przewagę wobec ostatnich pomiarów Łysicy (613,33 m n.p.m.).
Warto również zauważyć, że najwyższym punktem Rudaw Janowickich jest Ostra Mała (945 m n.p.m.) – południowo-zachodni wierzchołek Skalnika.

## Szczyty
Wykaz szczytów według autorów Korony. Wykaz ten nie pokrywa się z przyjętą na Wikipedii regionalizacją fizycznogeograficzną Polski Jerzego Kondrackiego.
| Szczyty Korony Gór Polski | Szczyty Korony Gór Polski                       | Szczyty Korony Gór Polski | Szczyty Korony Gór Polski |             |
| Lp.                       | Szczyt                                          | Pasmo górskie             | Wysokość (m n.p.m.)       | Deniwelacja |
| ------------------------- | ----------------------------------------------- | ------------------------- | ------------------------- | ----------- |
| 1                         | Rysy (wierzchołek graniczny)                    | Tatry                     | 2499                      | 1100 m      |
| 2                         | Babia Góra (wierzchołek graniczny)              | Beskid Żywiecki           | 1725                      | 700 m       |
| 3                         | Śnieżka (wierzchołek graniczny)                 | Karkonosze                | 1603                      | 900 m       |
| 4                         | Śnieżnik (wierzchołek graniczny)                | Masyw Śnieżnika           | 1423                      | 200 m       |
| 5                         | Tarnica                                         | Bieszczady Zachodnie      | 1346                      | 640 m       |
| 6                         | Turbacz                                         | Gorce                     | 1310                      | 510 m       |
| 7                         | Radziejowa                                      | Beskid Sądecki            | 1266                      | 116 m       |
| 8                         | Skrzyczne                                       | Beskid Śląski             | 1257                      | 757 m       |
| 9                         | Mogielica                                       | Beskid Wyspowy            | 1171                      | 471 m       |
| 10                        | Wysoka Kopa                                     | Góry Izerskie             | 1126                      | 359 m       |
| 11                        | Rudawiec (wierzchołek graniczny)                | Góry Bialskie             | 1106                      | 512 m       |
| 12                        | Orlica (wierzchołek graniczny)                  | Góry Orlickie             | 1084                      | 234 m       |
| 13                        | Wysoka (Wysokie Skałki) (wierzchołek graniczny) | Pieniny                   | 1050                      | 490 m       |
| 14                        | Wielka Sowa                                     | Góry Sowie                | 1015                      | 260 m       |
| 15                        | Lackowa (wierzchołek graniczny)                 | Beskid Niski              | 997                       | 417 m       |
| 16                        | Kowadło (wierzchołek graniczny)                 | Góry Złote                | 989                       | 389 m       |
| 17                        | Jagodna                                         | Góry Bystrzyckie          | 977                       | 210 m       |
| 18                        | Skalnik                                         | Rudawy Janowickie         | 945                       | 435 m       |
| 19                        | Waligóra                                        | Góry Kamienne             | 936                       | 156 m       |
| 20                        | Czupel                                          | Beskid Mały               | 931                       | 583 m       |
| 21                        | Szczeliniec Wielki                              | Góry Stołowe              | 919                       | 169 m       |
| 22                        | Lubomir                                         | Beskid Makowski           | 904                       | 264 m       |
| 23                        | Biskupia Kopa (wierzchołek graniczny)           | Góry Opawskie             | 889                       | 419 m       |
| 24                        | Chełmiec                                        | Góry Wałbrzyskie          | 850                       | 331 m       |
| 25                        | Kłodzka Góra                                    | Góry Bardzkie             | 765                       | 165 m       |
| 26                        | Skopiec                                         | Góry Kaczawskie           | 724                       | 214 m       |
| 27                        | Ślęża                                           | Masyw Ślęży               | 718                       | 334 m       |
| 28                        | Łysica                                          | Góry Świętokrzyskie       | 614                       | 306 m       |

## Projekty pokrewne
Pokrewną odznaką do Korony Gór Polski jest makroregionalna odznaka turystyki kwalifikowanej – Diadem Polskich Gór, ustanowiona przez Oddział Wrocławski PTTK.